# Carlos Sotillo
Pour les articles homonymes, voir Sotillo.
Carlos Sotillo Martínez, né le 18 novembre 1962 à Madrid, est un judoka espagnol évoluant dans la catégorie des moins de 60 kg (poids super-légers).
Il est le mari de la judokate Begoña Gómez.

## Palmarès
| Année | Compétition           | Lieu      | Résultat | Catégorie      |
| ----- | --------------------- | --------- | -------- | -------------- |
| 1984  | Championnats d'Europe | Liège     | 3e       | Moins de 60 kg |
| 1985  | Championnats d'Europe | Hamar     | 3e       | Moins de 60 kg |
| 1988  | Championnats d'Europe | Pampelune | 3e       | Moins de 60 kg |
| 1989  | Championnats d'Europe | Helsinki  | 3e       | Moins de 60 kg |